# Communauté de communes Aubrac-Laguiole
La communauté de communes Aubrac-Laguiole est une ancienne structure intercommunale française appartenant à la région Occitanie et au département Aveyron

## Territoire communautaire

### Composition
La communauté de communes comprenait les 7 communes suivantes :
| Nom                  | Code Insee | Gentilé        | Superficie (km2) | Population (dernière pop. légale) | Densité (hab./km2) |
| -------------------- | ---------- | -------------- | ---------------- | --------------------------------- | ------------------ |
| Laguiole (siège)     | 12119      | Laguiolais     | 63,06            | 1 239 (2014)                      | 20                 |
| Cassuéjouls          | 12058      | Cassuéjouliens | 10,35            | 114 (2014)                        | 11                 |
| Condom-d'Aubrac      | 12074      | Condomiens     | 46,08            | 304 (2014)                        | 6,6                |
| Curières             | 12088      | Curiérois      | 36,06            | 221 (2014)                        | 6,1                |
| Montpeyroux          | 12156      | Montepéroutins | 61,71            | 549 (2014)                        | 8,9                |
| Saint-Chély-d'Aubrac | 12214      | Saint-Chélyens | 78,65            | 544 (2014)                        | 6,9                |
| Soulages-Bonneval    | 12273      | Soulageois     | 15,16            | 292 (2014)                        | 19                 |

## Administration
| Période | Période       | Identité              | Étiquette | Qualité                                           |
| ------- | ------------- | --------------------- | --------- | ------------------------------------------------- |
| 2008    | décembre 2016 | Jean-Claude Fontanier | DVD       | Maire de Saint-Chély-d'Aubrac, conseiller général |